# Fontaine Barmaleï
 (janvier 2015).
La fontaine Barmaleï (en russe : фонтан Бармалей) aussi connue sous le nom de La ronde des enfants (en russe : Детский хоровод) est un ensemble sculptural de la ville de  Volgograd, ex-Stalingrad, situé face au Musée de la Défense de Tsaritsyne, premier nom de la ville. En 2013 coexistent deux répliques de la sculpture, l'une près du « moulin Gerhard » (Mel’nitsa Gergardta), imitant la fontaine détruite, d'après la célèbre photo d'Emmanuil Evzerikhine, l'autre sur la place de la gare de Volgograd, de même inspiration mais différente.

## Histoire
La sculpture représente six enfants dansant la ronde autour d'un crocodile. La fontaine est l'archétype de plusieurs fontaines similaires construites dans d'autres villes, au parc Koltsovskaïa de Voronej, au parc Tchkalov de Dnipropetrovsk, ou encore à Orenbourg. La fontaine devient célèbre à la suite des nombreuses photographies prises par Emmanuel Ievzerikhine, qui font ressortir le contraste saisissant entre les enfants dansant, insouciants, et les images terrifiantes, en arrière-plan, des immeubles en ruines, lors de la bataille de Stalingrad. La photo prise le 23 août s'intitule « 23 août 1942. Après un bombardement massif de l'aviation allemande ».
Aucune de ces fontaines n'a été conservée. Celle de Stalingrad est restaurée et apparait sur les photos de la première parade sportive après-guerre, prises en mai 1945 par Marc Stépanovitch Redkine. La fontaine est démontée en 1951 lors du réaménagement du centre-ville. Les sculptures des autres villes connaissent le même sort au cours des années 1950-1960. La fontaine du square Koltsovskaïa de Voronej est remplacée par une autre fontaine. Celle du parc de Dnipropetrovsk est démolie et laisse  place à une bande d'asphalte. À Orenbourg, un monument à la mémoire d'Alexandre Pouchkine et Vladimir Dahl est érigé à la place de la fontaine, œuvre de la sculptrice Nadejda Gavrilovna Petina. Une sculpture similaire à la fontaine se trouve néanmoins à Omsk, dans l'enceinte de l'Université agricole nationale d'Omsk.

## Apparitions
La fontaine de Stalingrad apparaît dans les œuvres de fiction suivantes : 
- Stalingrad, de Jean-Jacques Annaud
- V pour Vendetta, de James McTeigue
- Orange mécanique, de Stanley Kubrick
- et dans la version de 2013 de Stalingrad, de Fiodor Bondartchouk.

Elle apparaît pendant un court instant (17min03) dans la saison 1 épisode 8 de Yōjo Senki: Saga of Tanya the Evil
Elle apparait également dans les jeux vidéo Company Of Heroes 2 dans la campagne soviétique, Commandos : Destination Berlin, Red Orchestra 2: Heroes of Stalingrad, Call of Duty: World at War, Call of Duty: Black Ops III sur la map du mode zombies Gorod krovi ,  dans Call of Duty: Vanguard sur la map Red Star ou encore dans le jeu Enlisted.

## Nom de la fontaine
La scène de la fontaine est une illustration tirée du conte de Korneï Tchoukovski, Barmaleï (1924), dans lequel le bandit Barmaleï, semant la terreur dans la savane, est finalement avalé par le crocodile, au soulagement des enfants et du bon médecin Aïbolit, reconnaissant au crocodile de les avoir sauvés d'une mort certaine.

« Heureuse, heureuse, heureuse marmaille,

Dansant et jouant autour du feu de camp :

« Tu nous as

de la mort sauvés,

Tu nous as libérés.

Juste à temps

Tu nous as vus,

O bon

Crocodile! » »

Le bandit repentant est libéré à la demande des enfants.

## Répliques de la fontaine
En juin 2013 débutent les travaux pour construire une réplique de la fontaine sur la place de la gare de Volgograd. L'auteur de la sculpture, Aleksandr Bourganov, est l'ancien élève du sculpteur de l'œuvre originale, Romuald Iodko. Aleksandr Zaldostanov, fondateur du club de bikers « Les Loups de la nuit », est l'instigateur du projet. La fontaine de Volgograd est dévoilée le 23 août 2013, premier jour du spectacle des motards, en présence du président Vladimir Poutine.
Contrairement à l'œuvre originale, en béton, la réplique est faite d'une résine composite blanche. Les personnages sont plus grands, leur taille passant de 160 à 180 cm. La nouvelle fontaine repose sur un socle, 20 cm au-dessus de la première fontaine. Aleksandr Bourganov s'en explique par le fait que la fontaine de Romuald Iodko servait d'abord à décorer l'aire de jeux d'un jardin d'enfants, tandis que la réplique, installée à un endroit différent, doit s'adapter plus harmonieusement à son environnement architectural.
En septembre 2013, un mois après son inauguration, la sculpture est fermée pour restauration, de la rouille étant découverte sur les statues. L'eau s'est infiltrée dans une cavité située à la base de la sculpture. À la différence de la fontaine originelle, les nouvelles statues sont creuses, emplies de mousse pour leur donner davantage de rigidité, mousse qui a absorbé l'eau située à la base de la sculpture.
Une deuxième copie de la fontaine imite l'originale, d'après la photo d'Emmanuel Ievzerikhine, installée à l'été 2013 près du « moulin Gerhard » et du Musée de la bataille de Stalingrad.

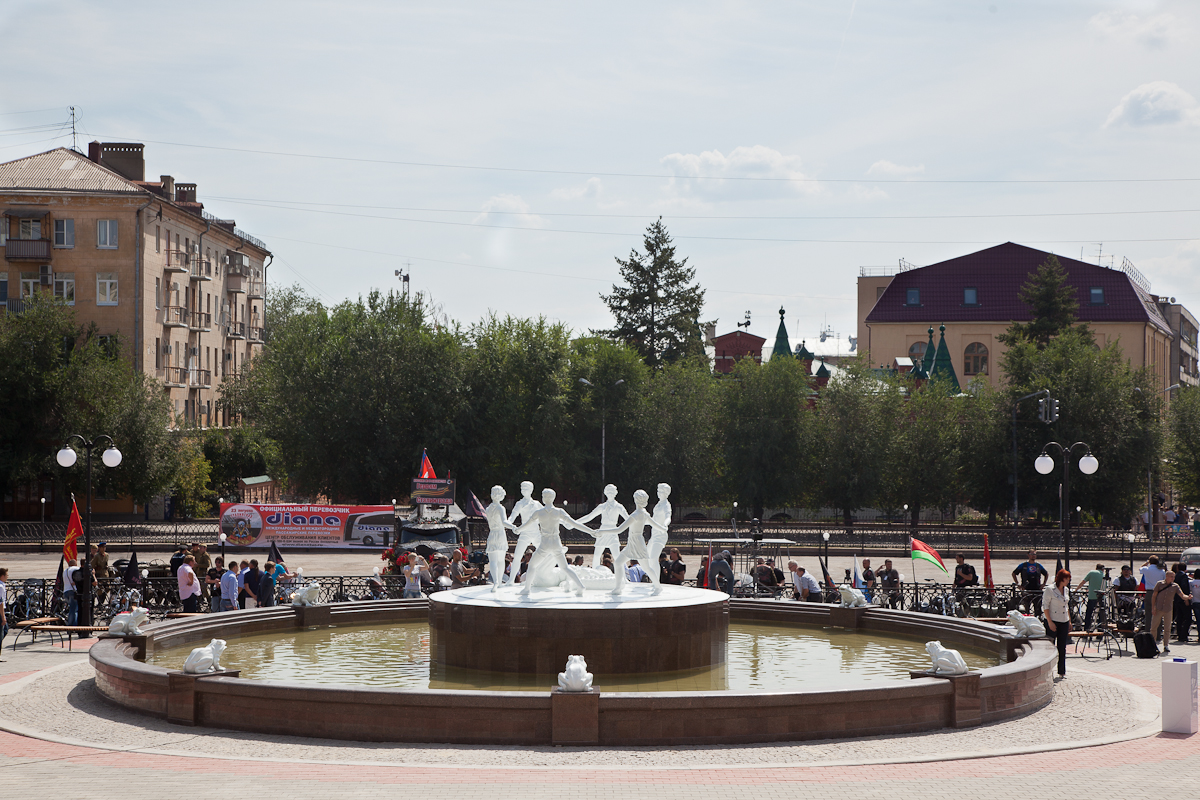
La nouvelle fontaine sur la place de la gare de Volgograd.
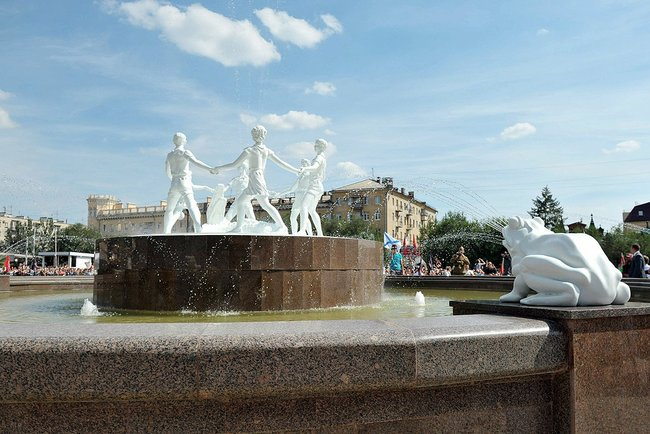
La fontaine vue de près.
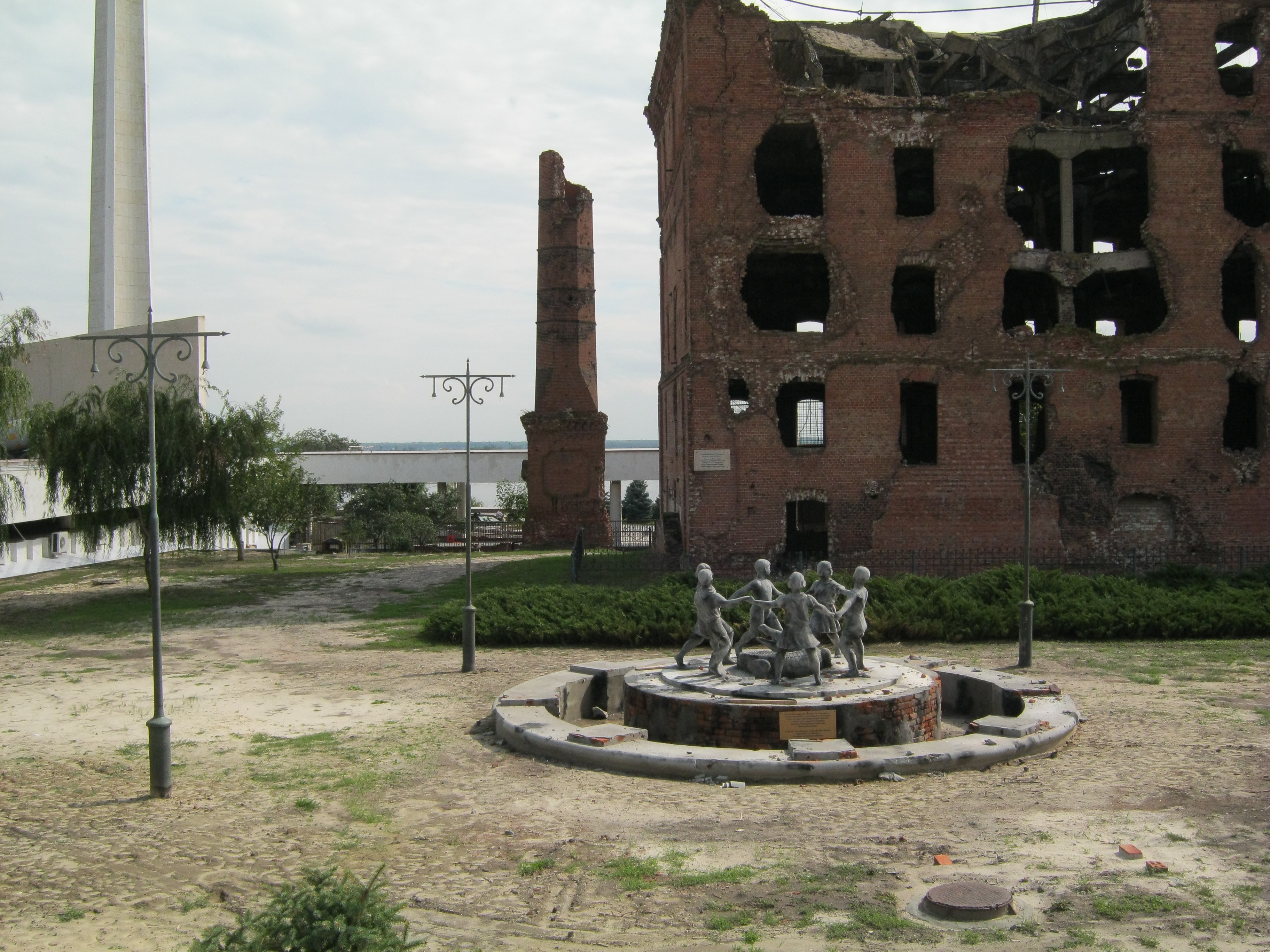
Réplique de la fontaine dans son état à la suite du bombardement de Stalingrad. En arrière-plan les ruines du « moulin Gerhard ».